# Papirnica, Škofja Loka
Papirnica je naselje v Občini Škofja Loka.